# Крестный путь (Рафаэль)
«Крестный путь» («Падение Иисуса», «Сицилийское Спазимо» исп. El Pasmo de Sicilia, итал. Santa Maria dello Spasimo) — алтарная картина Рафаэля на сюжет одного из моментов (стояний) Крестного пути на Виа Долороза. Картина хранится в Прадо и происходит из собрания испанских королей.
На полотне изображено одно из трех падений Иисуса во время пути на Голгофу. Название «Сицилийское Спазимо» связано с происхождением картины: она находилась в монастыре Санта-Мария-делло-Спазимо  (Палермо). Она находилась там до того момента, пока испанский король Филипп IV не изъявил страстного желания получить в свою коллекцию Рафаэля. Поскольку Сицилия была частью испанских владений, это не встретило затруднений.
Изначально картина была написана на доске, но в XIX веке переведена на холст.